# 余立奎
余立奎（1889年—1967年），安徽肥东人，中华民国政治人物。

## 生平
1910年，毕业于安徽陆军讲武堂，同年加入中国同盟会，先后参加了辛亥革命和讨袁战争。1921年，参与组织王亚樵的铁血锄奸团，组织刺杀刺杀宋子文、汪精卫、白川义則等案，指挥上海虹口公园爆炸案。1924年，任建国湘军独立旅旅长，参加讨伐陈炯明的战役。北伐战争期间，担任国民革命军48军第1师师长。1921年，因参与反蒋介石，后被俘关押于陆军监狱。1931年出狱后，参加广州独立战争，任17军军长。1932年，组建淞沪抗日义勇军，后改为救国决死军，其担任司令，负责前方指挥。后改为19路军补充团，任团长。 1933年，参加福建反蒋活动。1935年，因参加行刺汪精卫案，在香港被捕。1936年，被引渡至南京后，被南京国民政府判处死刑，1948年释放。1950年，任南京救济分会监委会副主任，并由李济深先生介绍，担任民革南京分部常务委员。1951年回安徽，历任皖北行署委员、安徽省人民政府委员，省政协第一、三届委员会常务委员兼副秘书长。